# Ray Lewis
Raymond Gray Lewis, més conegut com a Ray Lewis   (Hamilton, 8 d'octubre de 1910 - Hamilton, 14 de novembre de 2003), va ser un atleta canadenc, especialista en curses de velocitat, que va competir durant les dècades de 1920 i 1930.
Descendent d'esclaus afroamericans, va néixer i morir a Hamilton, Ontario. Era anomenat Rapid Ray per la seva velocitat a la pista. Va destacar en els 100, 200, 400 i 800 metres a l'escola secundària i va aconseguir disset campionats nacionals de secundària mentre estudiava al Hamilton's Central Collegiate.
Va estudiar a la Universitat Marquette de Milwaukee gràcies a una beca, però al cap d'un semestre deixà els estudis per tornar al Canadà. Allà va entrar a treballar com a porter al Canadian Pacific Railway durant la Gran Depressió. Entrenant en el seu temps lliure, sovint al costat de les vies dels trens, el 1932 va prendre part en els Jocs Olímpics d'Estiu de Los Angeles, on disputà dues proves del programa d'atletisme. Guanyà la medalla de bronze en els 4x400 metres relleus, formant equip amb James Ball, Phil Edwards i Alex Wilson, mentre en els 400 metres quedà eliminat en sèries.
El 1934 guanyà la medalla de plata en la prova dels 4x440 iardes dels Jocs de la Commonwealth. Es va retirar el 1938, després de no haver-se pogut classificar per disputar els Jocs Olímpics de Berlín el 1936.

## Millors marques
- 400 metres llisos. 48,5" (1934)[4]